# Rudnik (obwód Burgas)
Rudnik (bułg. Рудник) – wieś w południowo-wschodniej Bułgarii, w obwodzie Burgas, w gminie Burgas. Według danych Narodowego Instytutu Statystycznego, 31 grudnia 2011 roku wieś liczyła 3501 mieszkańców.